# Образование в Древнем Египте

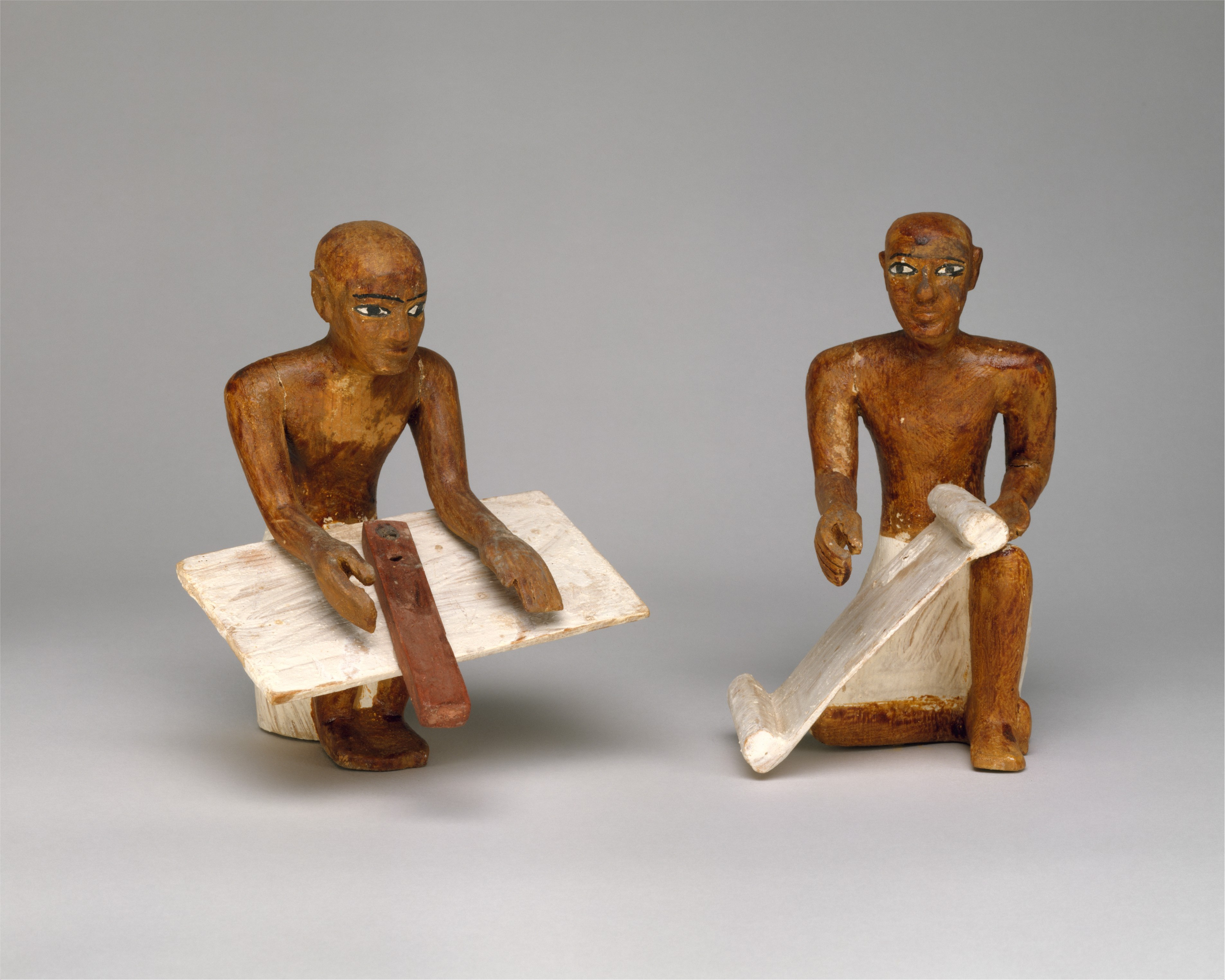
Фигурки писцов из гробницы Мекетре (ок. 1981—1975 гг. до н. э.), Метрополитен-музей

Образование в Древнем Египте высоко ценилось, но получить его могли не все. Дети часто наследовали профессии своих отцов. Обучение детей из семьи фараона проходило во дворце, куда допускались также дети знатных семей.

## Обучение
Археологами не обнаружено ни одного школьного здания, но известны фрески и скульптурные изображения учащихся за столами. Вероятно, что обучение проходило в храмах, других государственных или военных училищах, в домах писцов, которых вельможи нанимали частными учителями для своих отпрысков. До 4 лет детей учила дома мать, затем и девочки и мальчики посещали общую школу, в 7-16 лет наступал следующий этап обучения по специальности: ремесленники и художники перенимали опыт мастеров, писцы избирали профессию врача, юриста, жреца или чиновника. Со школьной скамьи его спутником становился деревянный пенал, висящий на шее, с чёрной и красной красками, тростниковыми писчими палочками. «Побратайся со свитком и с письменным прибором», — советует жрец Небматранахт. Обучение детей простых египтян оканчивалось в 10 лет с необходимостью работать в поле.

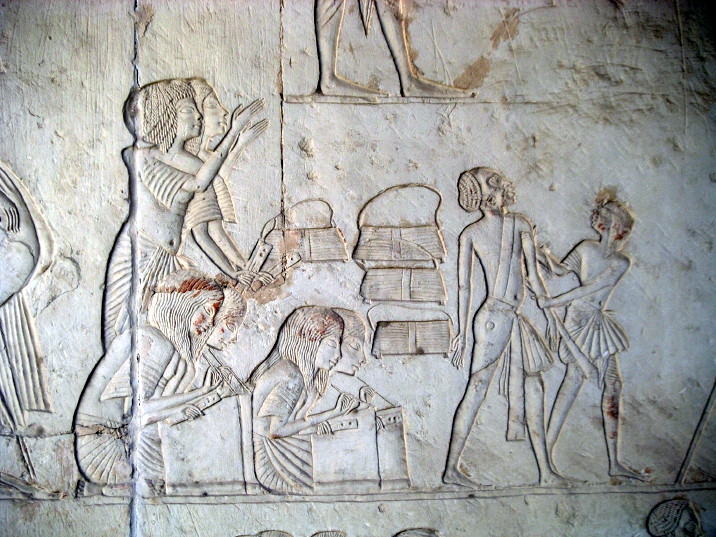
Писцы за работой из гробницы Хоремхеба; XVIII династия. Саккара, Египет

В школьную программу включались каллиграфия, чтение, математика (счёт, астрономия, геометрия), история, этикет, гимнастика (плавание, борьба, игра в мяч), а также медицина и музыка. Будущих дипломатов и переводчиков учили аккадскому языку, являвшемуся дипломатическим языком. Юным ученикам приходилось доводить своё умение писать заострёнными тростниковыми палочками на черепках посуды, дощечках, ракушках, камнях прежде чем взяться за чистый папирус. Дети заучивали наизусть, переписывали назидательные тексты, гимны, документы, постепенно привыкая выбирать нужные обороты речи, правильно и образно выражать свои мысли. Перед началом переписываемого отрывка обычно ставились число, месяц и день урока. Дисциплина и послушание прививались через физические наказания розгами, «ибо ухо мальчика на его спине, и он слушает, когда его бьют» (из Папируса Ани, ок. 1250 г. до н. э.). По окончании обучения ученики сдавали экзамены.

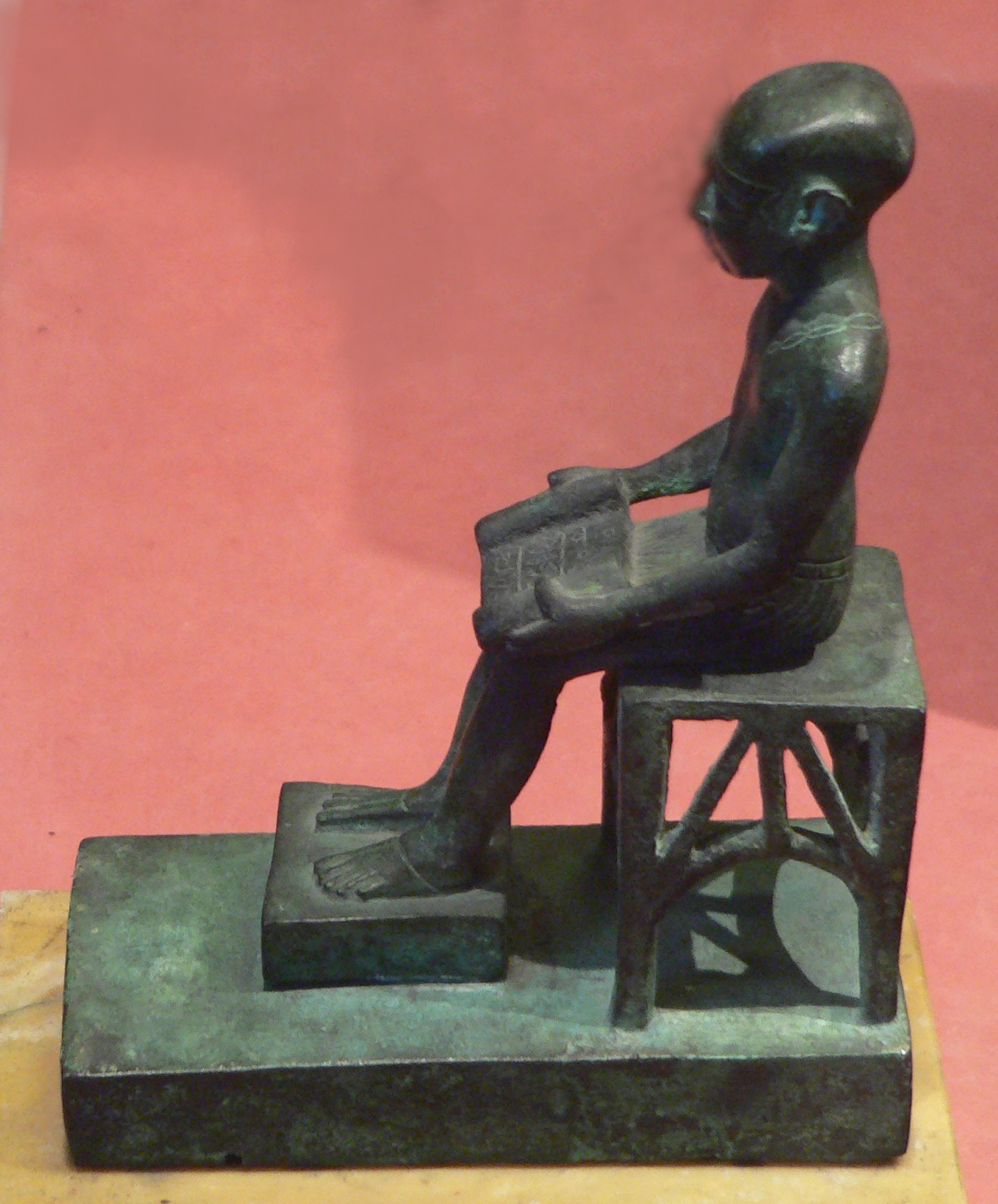
Мудрец Имхотеп. Поздний период, ок. 664—332 годы до н. э.

## Образование женщин
Редко, но женщины в Древнем Египте достигали высоких позиций в административном управлении, властных структурах, становились писцами. Такая исключительность связана с основной возлагаемой обществом на женщину обязанностью — материнством, управлением хозяйством. Когда женщина получала образование писца, она могла претендовать на позицию жрицы, учителя или врача. Женщины-врачи почитались в Древнем Египте, а медицинская школа в Александрии обучала желающих и из других стран. Гречанка Агнодика в IV в. до н. э. отправилась изучать медицину в Египет, поскольку ей как женщине отказали в обучении в Афинах. Первой египетской женщиной-доктором можно назвать акушерку Песешет времён IV династии; визирем чати служила Небет при VI династии. В текстах Дейр-эль-Медины сказано о «мудрых женщинах» (преимущественно о жрицах богини Хатхор), которые трактовали сны, предсказывали будущее.

## «Дома жизни»
В Древнем Египте при храмах существовали так называемые «дома жизни», где наиболее одарённые ученики, как чиновники, так и жрецы, могли посвятить себя наукам, а также служили скрипториями. Здесь кроме обычных помещений школы, существовали библиотеки, где хранились египетские ценности — религиозные и научные книги. При библиотеках находились залы для знакомства с книгами, а также рабочие места для писцов-переписчиков. Во времена правления XIX—XX династий «дома жизни» стали отчасти и политическими центрами, в которых обсуждали важные государственные вопросы. В «домах жизни» создавалась письменная продукция, которая служила целям сохранения жизни египтян в этом мире и в потустороннем.